# Щукоголов
Щукоголо́в (Luciocephalus) — рід прісноводних риб з родини осфронемових (Osphronemidae), підродина луціоцефалових (Luciocephalinae).
Ці риби поширені на Малайському півострові та Зондських островах.

## Систематика
Оригінальна назва типового виду роду Diplopterus pulcher була вперше використана Джоном Едвардом Греєм на малюнку в 1830 році, згодом, наступного 1831 року, Грей дав короткий опис виду.
Пітер Блікер 1851 року змінив родову назву Diplopterus на Luciocephalus, оскільки перша вже використовувалась для одного з родів птахів з родини зозулевих: Diplopterus Boie, 1826 (сучасна назва Tapera Thunberg, 1819).
Тривалий час рід Luciocephalus було заведено вважати монотипним, Luciocephalus pulcher вважався його єдиним представником. Проте на острові Суматра було знайдено інший вид, який отримав назву Luciocephalus aura, менший за розміром та з іншим забарвленням.
Представники роду Luciocephalus володіють досить специфічними ознаками, через що довго не вдавалося знайти їх місце на філогенетичному дереві риб. Щукоголови є типовими хижаками і зовні нагадують щуку. Це дало підстави Грею спочатку включити цих риб до складу родини щукових (Esocidae). Вже невдовзі Блікер, спираючись на наявність у щукоголова простого лабіринтового органу зарахував його до складу лабіринтових риб (Anabantoidei). У класифікації Л. С. Берга (1940) щукоголов показано як монотипний ряд щукоголовоподібних (Luciocephaliformes). Проте подальші морфологічні та генетичні дослідження не лише підтвердили належність щукоголовів до лабіринтових риб, а й визначили їх місце в системі класифікації. Виявилась близька спорідненість роду Luciocephalus з родами Ctenops, Parasphaerichthys і Sphaerichthys; разом вони утворюють монофілетичну групу, відому як клада «спіральної ікри» (англ. spiral egg). З родами Ctenops і Sphaerichthys щукоголовів об'єднує також спільний спосіб інкубації ікри в роті. Серед лабіринтових риб подібний тип інкубації зустрічається лише у частини видів роду Betta.
Рід щукоголов вкдючає 2 види з Південно-Східної Азії:
- Luciocephalus aura  Tan & Ng, 2005 — щукоголов аура; максимальна стандартна (без хвостового плавця) довжина 10,5 см; басейн річки Батанґгарі на острові Суматра в Індонезії[7].
- Luciocephalus pulcher  Gray, 1830 — щукоголов звичайний; максимальна стандартна довжина 20,0 см; південний Таїланд, Малайзія, Сінгапур, Бруней, Індонезія (Суматра і Калімантан)[8].

## Опис
Щукоголови мають незвичну, як для лабіринтових риб, щукоподібну форму з великою головою, гострою мордою, великим ротом і сильно висунутою вперед верхньою щелепою.
Спинний плавець посунутий далеко назад. Анальний плавець глибоко вирізаний. За виключенням черевних, усі інші плавці складаються лише з м'яких променів. Перший твердий промінь черевних плавців сильно подовжений.
Плавальний міхур відсутній. Щукоголов має лабіринтовий орган, він простіший за будовою, ніж у інших лабіринтових риб.
Luciocephalus також володіє одним з найспеціалізованіших і найефективніших механізмів висування щелепи серед костистих риб. Рот стає настільки великим, що щукоголов здатен заковтнути здобич довжиною в третину власного тіла.

## Спосіб життя
Щукоголови є мешканцями прісних болотистих лісових водойм, часто зі значним вмістом торфу. Живуть невеликими групами.
Щукоголови ведуть хижий спосіб життя. Харчуються переважно дрібною рибою, рідше водяними безхребетними. Вони також здатні вискакувати з води й хапати комах, що перебувають безпосередньо над поверхнею води. На свою здобич вони терпляче нерухомо чатують у засідці. Їх специфічне забарвлення дозволяє їм лишатися невидимими серед водяної рослинності, а обтічна торпедоподібна форма тіла у сполученні з потужним хвостом забезпечує блискавичний кидок.
Верхня щелепа миттєво підіймається й виштовхується вперед на третину довжини голови. Рот при цьому сильно збільшується й перетворюється та трубу. Загальна біомеханічна схема таких рухів у щукоголова є спільною з багатьма іншими кістковими рибами, але показники досягають екстремальних значень.
Коли здобич, яка не нічого підозрює, підпливає достатньо близько до щукоголова, той включає всі свої фізіологічні можливості. Хижак стрімко кидається на свою жертву, миттєво розкриваючи при цьому свою пащу. Міцні щелепи дозволяють щукоголову надійно утримувати здобич.
Самець виношує ікру в роті, після чого випускає на волю вже повністю сформованих мальків.

## Утримання в акваріумі
Обидва види щукоголовів тримають в акваріумах, хоча й дуже рідко. Це доволі цікаві риби, до того ж вони мають привабливе забарвлення. Проте в акваріумах їх тримати нелегко, головна проблема полягає в забезпеченні риб відповідним кормом.